# Adinkerke Military Cemetery
Adinkerke Military Cemetery is een Britse militaire begraafplaats met gesneuvelden uit de Eerste en Tweede Wereldoorlog, gelegen in het Belgische dorp Adinkerke, een deelgemeente van De Panne. De begraafplaats werd ontworpen door Noel Rew en ligt 500 m ten zuiden van de dorpskerk. Ze heeft een nagenoeg trapeziumvormig grondplan met een oppervlakte van 1.144m² en wordt omsloten door een natuurstenen muur. De toegang in de zuidelijke hoek bestaat uit een metalen hekje. Het Cross of Sacrifice staat tegen de oostelijke muur.   
De begraafplaats wordt onderhouden door de Commonwealth War Graves Commission.
Er liggen 270 doden uit de Eerste Wereldoorlog en 95 uit de Tweede Wereldoorlog waaronder 6 niet geïdentificeerde. 

## Geschiedenis
Van juni tot november 1917 werd het Britse XV Corps ingezet tussen de kust en Sint-Joris. Een veldhospitaal, het 1st Canadian Casualty Clearing Station, was in juni 1917 in Adinkerke geïnstalleerd, de 24th en de 39th Casualty Clearing Stations werden tussen juli en november 1917 aan de Oosthoek (tussen Adinkerke en Veurne) ingericht. In 1918 werden nog 104 Fransen begraven, die na de wapenstilstand naar een andere begraafplaats werden overgebracht. 
Er liggen 160 Britten, 5 Australiërs, 2 Canadezen, 98 Duitsers, 4 Russen en 1 Egyptenaar (behoorde bij het arbeiderscorps) uit de Eerste Wereldoorlog. De meeste slachtoffers vielen tijdens de gevechten tussen De Panne en Duinkerke in mei en juni 1940 toen zij de aftocht van de British Expeditionary Force naar Duinkerke dekten.
Er liggen 54 Britten (waaronder 5 niet geïdentificeerde), 1 Australiër en 40 Tsjecho-Slowaken (waaronder 1 niet geïdentificeerde) uit de Tweede Wereldoorlog.
De Tsjechische brigade, 4.260 man sterk, verbleef in oktober 1944 in De Panne. Van daaruit nam ze deel aan het beleg van Duinkerke.

## Onderscheiden militairen
- Francis Dominick Casey en Arnold Jacques Chadwick, beiden Flight Commander bij de  Royal Naval Air Service werden onderscheiden met het Distinguished Service Cross (DSC).
- Henry Laurence Slingsby, kapitein bij de King's Own Yorkshire Light Infantry werd onderscheiden met het Military Cross (MC).
- Desmond Hayward Sidley Kay en John Colin Mungo Park, beiden Squadron Leader bij de Royal Air Force werden tweemaal onderscheiden met het Distinguished Flying Cross (DFC and Bar).
- de sergeanten E.O. Leak, F.E. Bewsey, korporaal James Bulloch en de soldaten Arthur Ball, Joseph McNeil en W.E. Tallowin ontvingen de Military Medal (MM). Laatstgenoemde ontving tweemaal deze onderscheiding (MM and Bar).

De begraafplaats werd beschermd als monument in 2009.